# The Hague Jazz

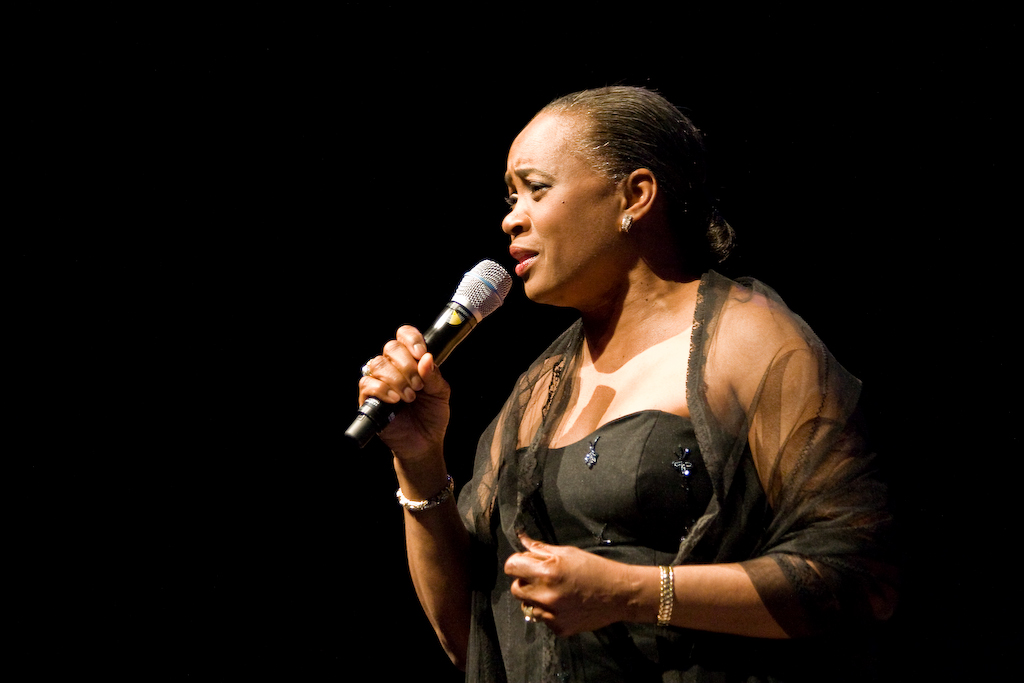
Barbara Henricks op The Hague Jazz (2008)

The Hague Jazz was een jaarlijks festival met jazzmuziek, dat tussen 2006 en 2011 werd georganiseerd in het World Forum te Den Haag. Het festival bracht diverse jazz en jazz-gerelateerde stijlen; fusion, jazzrock, dj’s, wereldmuziek waaronder balkan, avant-garde, funk, soul en er was aandacht voor (jazz)musici van Nederlandse en Haagse bodem. Behalve voor bekendere musici was er ook ruimte voor debutanten.

## Geschiedenis
Met het verplaatsen van het North Sea Jazz in 2006 naar Rotterdam verdween een belangrijk muziekfestival uit Den Haag. Als opvolger werd het The Hague Jazz festival opgericht, dat elk jaar groter werd. The Hague Jazz werkte samen met het internationale jazzfestival van Kaapstad.

## 2006
In 2006 vond het festival voor het eerst plaats op 26 en 27 mei als ‘The Hague Jazz, Don't Jazzytate'.

## 2007
Voordat het tweede festival begon waren er optredens op verschillende locaties in Den Haag en Scheveningen van onder andere Ian Parker Blues Band, Spyro Gyra, Ladysmith Black Mambazo, Gare Du Nord, DJ Maestro & Friends en Caroline de Rooij. Op 18 en 19 mei waren er optredens van o.a. James Carter, Nueva Manteca, Percy Sledge, Mezzoforte, Silje Nergaard, Zijlstra, Jean Luc Ponty, Tania Maria, Benjamin Herman, Brooklyn Funk Essentials, Jules Deelder, Amsterdam Klezmer Band, Bennink & Borstlap, Jan Akkerman, Boris van der Lek, Hans Dulfer, Solomon Burke en Candy Dulfer.

## 2008
Tijdens het derde The Hague Jazz op 23 en 24 mei werden in twee dagen op 10 podia 74 concerten gegeven.
Bekende musici en formaties die in 2008 optraden:
McCoy Tyner, Piet Noordijk, Toots Thielemans, Miriam Makeba, Level 42 met Billy Cobham, Stanley Clarke, Randy Brecker Electric Band, Wende Snijders, Nile Rodgers & Chic, Vanguard Jazz Orchestra, Barbara Hendricks, McCoy Tyner Trio met Joe Lovano, Eddie Palmieri, Matt Bianco, The Cookers, James Spaulding, Billy Harper, Eddie Henderson, David Weiss, George Cables, Cecil McBee en Billy Hart, Mike Stern band met Anthony Jackson, Dave Weckl, Bob Franceschini, DJ Maestro, IKKI, Sex Mob, Lills Macintosh e.a.

## 2011
Tijdens The Hague Jazz op 17 en 18 juni 2011 werd er in twee dagen in en om het ADO Den Haag Stadion opgetreden door onder meer Bobby Womack, Dominic Miller, Grace Jones, Steffen Morrison, George Clinton & Parliament/Funkadelic, Sheila E. en de Nederlandse zanger Waylon. Tijdens het festival werd al bekend dat het festival een groot financieel probleem had en veel artiesten werden dan ook nooit betaald. Het was de laatste editie van het Haagse festival.